# Maya Ng Chin Yue
Maya Ng Chin Yue est une actrice et mannequin, née le 20 août 1984 à Ibiza. Elle vit en France  depuis 2000.

## Filmographie
- 2002 : La Guerre à Paris de Yolande Zauberman avec Jérémie Renier et Élodie Bouchez
- 2005 : Contre-coup de Mia Hansen-Løve avec Louis Garrel
- 2005 : A Tale of Two Hippies de Stefan Archetti
- 2007 : 99 francs de Jan Kounen avec Jean Dujardin
- 2007 : Taken de Pierre Morel avec Liam Neeson et Maggie Grace
- 2008 : Clip Bruno Maman Place de wazemmes
- 2009 : Série Marion Mazzano de Marc Angelo France 2

## Théâtre
- 2001 Crime et Châtiment mise en scène Robert Hossein au théâtre de Marigny
- 2002 C'était Bonaparte mise en scène de Robert Hossein au Palais des sports de Paris
- 2004 On achève bien les chevaux mise en scène Robert Hossein au palais des congrès de Paris
- 2006 Ben-Hur mise en scène Robert Hossein au stade de France
- 2007 Jean-Paul II  mise en scène Robert Hossein au Palais des sports de Paris

## Mannequinat
- 1998 Moda Adlib, Ibiza
- 2005 Collection automne-hiver, de Moura & Jien